# Journal of Business Economics
Das Journal of Business Economics (JBE) ist eine wissenschaftliche Zeitschrift der Betriebswirtschaftslehre, die seit Januar 2013 diesen Namen trägt und seitdem englischsprachig publiziert wird. Zuvor hieß sie Zeitschrift für Betriebswirtschaft (ZfB) und publizierte größtenteils deutschsprachige Artikel. Einreichungen für die Zeitschrift unterliegen einem doppelt-blinden Begutachtungsverfahren.

## Geschichte und Inhalt
Sie wurde von Fritz Schmidt im Jahr 1924 gegründet. Danach übernahm 1950 Wilhelm Kalveram die Funktion des Herausgebers, zwischen 1951 und 1963 hatte sie keinen Herausgeber. Erich Gutenberg übernahm zwischen 1964 und 1978 die Funktion des alleinigen Herausgebers. Ihm folgte 1979 Horst Albach. Aufgabe der Fachzeitschrift war und ist, die Forschung auf dem Gebiet der Betriebswirtschaftslehre (BWL) durch Veröffentlichung von Aufsätzen über betriebswirtschaftliche Themen anzuregen und zu verbreiten. Dabei betont sie die Einheit der Disziplin und will einseitigen Spezialisierungen entgegenwirken. Sie dient dem Gedankenaustausch zwischen Wissenschaft und Unternehmenspraxis.
Beinahe alle namhaften Betriebswirte haben hierin Aufsätze veröffentlicht. Erich Gutenberg war zwischen 1964 und 1978 alleiniger Herausgeber der ZfB. Einer seiner frühen Beiträge behandelte 1938 die Thematik „Der Unternehmer im Einkommen- und Gewerbesteuerrecht“ oder 1952 die Planung im Betrieb. Im selben Jahr thematisierte Konrad Mellerowicz eine neue Richtung in der BWL aufgrund einer Buchbesprechung. Erich Kosiol beschrieb 1961 eine Standortbestimmung der BWL. Auch spezielle Betriebslehren wie die Bankbetriebslehre kamen zu Wort. Hans Büschgen nahm 1982 Stellung zur Kreditwirtschaft in einem sich verändernden Umfeld. Hermann Simon prägte 1990 in der ZfB den Begriff Hidden Champions für (noch) unbekannte Unternehmen mit der Chance auf Weltmarktführerschaft.
Die Zeitschrift erschien als Zeitschrift für Betriebswirtschaft im Springer Gabler Verlag in Wiesbaden mit regulär zwölf Ausgaben im Jahr. Die Umstellung der Publikationssprache und die Umbenennung im Januar 2013 soll zur Internationalisierung der Zeitschrift beitragen und so ihre Beiträge einem größeren Fachpublikum zugänglich machen.

## Daten
Durchschnittlich werden 2.000 Exemplare gedruckt. Es erscheinen Ergänzungs- bzw. Sonderhefte.

## Rezeption
Das Zeitschriften-Ranking VHB-Jourqual (2008) stuft die ZfB in die Kategorie B ein; im Teilranking ABWL belegt sie den 21. Platz. Im Ranking des Jahres 2011 wurde die Zeitschrift ebenfalls in die Kategorie B eingestuft.
Ende 2006 haben die Mitglieder des Verbandes der Hochschullehrer für Betriebswirtschaft eine Befragung zum Ranking von 21 deutschen und 84 englischsprachigen Zeitschriften durchführen lassen. Danach erreichte die ZfB in allen fünf Kriterien (wie Bekanntheitsgrad) den ersten Rang, bei dem Kriterium Güte erhielt sie als einzige deutsche Zeitschrift ein A.